# Lo scapolo d'oro
Lo scapolo d'oro (The Bachelor) è un film commedia diretto da Gary Sinyor. Il film, girato nel 1999 vede protagonisti Chris O'Donnell nel ruolo di Jimmie Shannon e Renée Zellweger nel ruolo di Anne Arden. È un remake del film Le sette probabilità di Buster Keaton.

## Trama
Jimmie Shannon ha avuto dozzine di fidanzate, ma tutte quante alla lunga l'hanno lasciato perché poco disposto ad impegnarsi; quando però Jimmie incontra Anne Arden, seppure un poco esitante, pensa che si tratti della donna giusta. Alla fine Jimmie si decide a proporsi a Anne, ma per via dell'imbarazzo e del nervosismo, l'uomo combina un pasticcio ed Anne lo lascia.
Un giorno suo nonno James muore e viene letto il suo testamento: tutto il patrimonio di 100 milioni di dollari (che comprende anche l'azienda di famiglia Shannon Line) andrà a lui a condizione che si sposi entro le 18:05 del giorno del suo trentesimo compleanno (quindi il giorno successivo), che non passerà lontano dalla moglie più di una settimana nei prossimi 10 anni e che dovrà avere un figlio entro i primi 5 anni di matrimonio. In caso contrario, Jimmie perderà tutto il suo patrimonio e la Shannon Line sarà acquistata dall'azienda commerciale Oden Sports (con cui fa concorrenza da tempo) lasciando così i dipendenti senza lavoro. 
Decide così di rintracciare alcune sue ex fidanzate nella speranza che una di loro accetti di tornare con lui e sposarlo entro il giorno successivo ma per una serie di circostanze ogni tentativo si rivelerà un disastro. 
Mentre Anne decide di andare all'estero per un impegno di lavoro e per riflettere sulla sua relazione con Jimmie (di cui è ancora innamorata), l'amico di entrambi Marco decide di pubblicare un annuncio sul giornale in cui si cerca una donna che voglia sposare Jimmie per 100 milioni di dollari. L'annuncio fa gola a tantissime donne che il giorno seguente si presentano tutte vestite da sposa alla chiesa dove Jimmie si era addormentato. Qui Marco cerca di far capire alle donne che si tratta tutto di uno scherzo e confessa a Jimmie che Anne sta tornando a casa. Jimmie perciò fugge dalla chiesa e dalle spose che hanno tentato di fermarlo e raggiunge la stazione dove incontra Anne che si arrabbia con lui dopo aver letto anche lei l'annuncio sul giornale ma Jimmie gli confessa il suo amore ed i due si riconciliano. Con loro c'è anche Natalie, la sorella di Anne, che ha trovato un vestito da sposa abbandonato e lo fa indossare ad Anne mentre Jimmie, non appena si allontana, viene assalito dalle donne vestite da spose ma riesce a fuggire su una rampa di scale antincendio e chiama Anne. Il prete inizia a condurre la cerimonia tramite un altoparlante dall'interno di un'auto della polizia provocando l'ira di molte spose all'auto ma Anne appare e si avvicina a Jimmie convincendo le altre donne a vivere la propria felicità e a lasciare che quello sia il suo momento. Con ciò le altre donne assistono al resto della cerimonia con Jimmie ed Anne che finalmente si sposano in tempo prima dello scadere delle 18:05.

## Riconoscimenti
- 1999 - Stinkers Bad Movie Awards
  - Musicisti che non avrebbero dovuto recitare a Mariah Carey
  - Nomination Peggior debutto a Mariah Carey
  - Nomination Peggior remake